# Pericrocotus tegimae
Pericrocotus tegimae é uma espécie de ave da família Corvidae.
É endémica de Japão.